# 實驗音樂
实验音乐（英語：Experimental music）是作曲形式，20世纪中叶开始兴起，主要流行于欧洲和北美地区，特点是创作成果「不可预见」。約翰·凱吉是公认对实验音乐誕生与发展有重要意义的美国作曲家。早在1953年的法国，皮埃爾·謝弗（Pierre Schaeffer）就开始用「musique concrète（法语：具象音乐，又称听觉型音乐）」一词来描述这种融合了磁带音乐、具象音乐和电子音乐的音乐创作行为。无独有偶，在1950年代后期，美国也出现了一些专门术语来形容列賈倫·希勒和米爾頓·巴比特等作曲家采用的计算机控制下的作曲方式。1958年，希勒在伊利诺伊大学香槟分校建立了工作室，成为第一名实验音乐创作总监。
在流行音乐杂志上，往往还会出现更为广义的「实验音乐」用法。这里的「实验」音乐是指不受固有「流派」方式分类的音乐，如实验爵士、实验摇滚和实验金属等等。以此类推，「实验音乐」有时也用于描述一类融混了多種音乐流派的「跨民族」音乐。

## 起源与定义
1953年6月8日-18日，在队长皮埃爾·謝弗的带领下，法国Groupe de Recherches de Musique Concrète乐队（GRMC）组建了世上第一支实验音乐乐队。这是謝弗的一种尝试，他反对将「具象音乐」吸收进德国电子音乐，认为应当将具象音乐、电子音乐、音带音乐和世界音乐全都包含在「musique expérimentale」（实验音乐）范畴。謝弗关于此的宣告的发表推迟了四年之久。四年后的謝弗已经更倾向于「recherche musicale」（音乐研究）这种表达，尽管他并未彻底弃「musique expérimentale」一词不用。
另一名作曲家約翰·凱吉早在1955年时也已开始使用「实验音乐」一词。在凱吉的定义下，实验音乐是「一种成果不可预知的实验创作」，且凱吉的兴趣点集中在一种完成作品，但留给演奏者部分偶然发挥空间的创作方式。在德国，凱吉文章的出版在几个月前的某天（1954年8月13日）就在沃夫岡·愛德瓦德·雷伯納（Wolfgang Edward Rebner）在达姆斯塔特暑期课程的一篇题为「美國實驗音樂」的演讲中得到预见。演讲过程中雷伯納在引申实验音乐概念后及时回到主题，继而介绍了查爾斯·艾伍士、埃德加·瓦雷兹及亨利·考埃爾等，因为这些艺术家的焦点并不在作曲方式，而是在声音上。
作曲家兼乐评人麥可·尼曼在凱吉对实验音乐的定义（尼曼1974，1）的基础上将「实验」一词延伸到描述更多作曲家的作品，如美国作曲家克里斯蒂安·沃爾夫、厄爾·布朗、梅蕾迪絲·蒙克、馬爾科姆·戈爾茨坦、莫頓·費爾德曼、特里·賴利、拉蒙特·揚、菲利普·葛拉斯、史提夫·萊許及来自其他国家的作曲家如加文·布萊耶斯、約翰·凱爾、一柳慧、科內利烏斯·卡迪尤、約翰·提伯利、弗雷德里克·熱夫斯基及凱思·羅維等。尼曼并不认为当时欧洲的前卫音乐家（如布莱兹、卡赫尔、泽纳基斯、伯特威斯尔、贝里奥、施托克豪森、布索堤等）的音乐属于「实验音乐」的范畴，因为他们的「作品的身份太重要了」。「experimental」一词来形容前者的音乐是「恰当的，因为我们要认识到，『实验』一词不是用来描述一个完成之后用成功与否来判断的行为，而是一个在完成前不知道成果是怎样的行为。」
大衛·科備也着意区分了「experimental」和「avant garde（前卫）」两者，认为「实验音乐」是指「反抗接受现状」的态度。David Nicholls同样也比较了兩者，认为「笼统的说，前卫音乐游走于传统的极限边缘，而实验音乐则已然伫立于传统之外」。
華倫·伯爾特提醒道「作为一种前沿科技与开拓态度的结合」，实验音乐需要更广泛而包容的定义，「如果你愿意，可以用一连串『和』」来覆盖这个概念，比如「这是『受凱吉影响』和『需要一定技术』和『需要即兴』和『声音诗一般』和『有语音学参与』和『有新乐器发明』和『借助多媒体』和『音乐剧场』和『在高科技下创作』和『社区音乐』的一种艺术——还没完哦，并且如果这种行为是在『问题找寻式环境』下，一种带着『寻找音乐』的目的来做的话，那么我们不喜欢这样」。
本傑明·皮古（Benjamin Piekut）最近的一篇论文中出现了提出不同意见。作者认为上述「关于实验音乐的共识」，是基于一种先验性的「群分」，而缺少了这些前提条件是否成立的质疑：「首先，为什么这些作曲家可以归为一类，作为我们讨论实验音乐的对象？」或者说，「主要问题在于，实验音乐的研究者描述了一种类别，却没有真正解释为何要这样分类。」他在David Nicholls和Amy Beal的著作，尤其是Amy Beal的著作中发现了值得称赞的例外，并从中得出结论：「实验主义音乐作为一种成就，其根本的本体论转变是它从具象主义（representationalism）转变为表演性（performativity）」，因此「如果要解释实验主义，而这种解释事先就假设好其意图解释的分类是什么，那么这种解释停留在一种形而上的，而非本体的层面」。
1950年代末期，列賈倫·希勒和L. M. Isaacson将「实验音乐」与计算机控制作曲法（computer-controlled composition）联系起来，从科学角度看待「实验」一词，即「基于既定的音乐技术上为新作品做出预测」。「实验音乐」一词在当时也与电子音乐同用，特别是用于法国謝弗和Henry早期的musique concrète作品中。如果实验音乐是基于尼曼在其著作《Experimental Music: Cage and Beyond》中的长串定义，那么实验音乐与「闹市音乐（Downtown Music）」两个概念会有很大的重叠。

## 历史

### 有影响力的先驱
在約翰·凱吉之前并影响了約翰·凱吉的音乐的，有不少二十世纪早期时而叫做「美国实验学校」的美国作曲家，包括查爾斯·艾伍士、查爾斯與露絲·克勞佛·席格、亨利·考埃爾、卡爾·拉格爾斯和約翰·貝克爾。

### 纽约学派
艺术家：約翰·凱吉、厄爾·布朗、克里斯蒂安·沃爾夫、莫頓·費爾德曼、大衛·圖多爾；相關：梅爾斯·坎寧安。

### 微分音音乐
哈里·帕奇和伊佛爾·達瑞在遵循使音乐和谐的物理定律基础上用不同调音尺度创作，还相应发明了一系列实验音乐乐器。利用这种技巧，拉蒙特·揚用他一个包含了不同音高的层状的小型嗡嗡片乐器创作并因此成名。墨西哥作曲家朱利安·卡里略（1875－1965年）为微分音提出了一种「第十三种声音」的理论。

### 具体音乐
具象音乐是种把事先录制好的声音作「原材料」加工电声的音乐。用来作曲的「原材料」并不局限于乐器或人声演奏出的声音，甚至可以不一是传统意义上的「乐音」的元素，如「旋律」、「节奏」、「和弦」、「节拍」等。这种音乐美学的理论基础由皮埃爾·謝弗于1940年代后期创立。

### 「堕落音乐」
1950年代，「实验」一词常为保守的乐评人所用，类似的字眼还有「工程艺术」、「音乐式原子分裂」、「炼金士之厨」、「无调」、「序列化音乐」等。这些贬义表达体现了他们因为觉得这种「音乐」没有「可把握的主题」而将其视为「失败的理念」的态度。他们试图边缘并否定这些不遵循既定传统的音乐。1955年，Pierre Boulez将实验音乐视为「可以把这种音乐限定在实验室的定义，是堕落音乐道德的尝试，可以被容忍，但还需接受检验。一旦他们划定了危险的界限，就好比鸵鸟沉沉睡去，后来他们发现不得不接受『实验』带来的周期破坏这一痛苦现实，忍无可忍地醒来，狠狠跺脚，满含怒火。」他总结道：「这世上本无实验音乐……但贫乏和创作还是有着本质的区别」。
1960年代始的美国，为帮助这些没有「正经身份」、「圈外的」激进创作者「合法化」，人们终于让「实验音乐」以正面姿态出现，并尝试让其建立起历史的类别。不论这次尝试在学术界有多大成功，这种使其成为一种「流派」的尝试注定会像为其取一个毫无意义的名字一样失败，Metzer如是说。因为，「流派」的定义决定了一种流派必须「与其他流派截然不同，且高度个性化」。因此，实验音乐不是一种流派，而是一个开放性的范畴。「实验音乐难以捉摸，无法归类，因此任何分类的尝试都必然是偏颇的。」。「况且，实验音乐在表演上的不确定性的特点」保证了即使是同一「原材料」下的两个版本可以完全没有任何可感的音乐「事实」。

### 激浪派
激浪派是1960年代兴起的一次以戏剧风格和多媒体逐渐兴盛为特征的艺术运动。另一有名的音乐激浪派是从原始疗法（primal therapy）中衍生出来的表演中原始呐喊（Primal Scream）的运用。小野洋子就使用了这种表达的技巧。

### 跨民族音乐
「实验」一词有时会用于形容数种可辨识音乐风格混搭的形式，尤其是那些属于特定民族族群的音乐。与这种「实验音乐」相关的艺术家包括羅莉·安德森、周文中、史提夫·萊許、凱文·沃蘭斯、馬汀·舒辛格（Martin Scherzinger），麥可·布雷克（Michael Blake）及呂迪格·梅爾（Rüdiger Meyer）。

### 自由即兴
自由即兴或自由音乐是指在即兴创作音乐过程中，除音乐家本人音乐口味或倾向外没有任何规则的即兴。通常音乐家会主动避免他们的作品与可识别的音乐流派有明显的相似之处。鉴于这种行为既可以认为是一种为音乐家所用以图抛弃任何固有「流派」和「形式」的技巧，又可认为它本身就是一种可识别的「流派」，故这种说法有些似是而非。

## 实验音乐的影响

### 1960－1980
1963年，弗蘭克·扎帕在节目The Steve Allen Show中亮相並表演了他名为《Playing Music on a Bicycle》（在自行车上玩音乐）的实验音乐。这个表演和1960年約翰·凱吉在节目I've Got a Secret中表演的「Water Walk」非常相似。之后，扎帕主要以他的摇滚乐知名了。1960年代末期，一些著名的摇滚组合如海灘男孩和披頭四等开始尝试在摇滚中加入与当时流行歌曲常见元素不一样的东西：非西方音乐、乐器或从传统古典音乐和现代古典音乐中照搬的理念、概念和技巧。他们尝试了如反向磁带录音等各种花样的录音技术。
除这些主流的音乐家外，一批地下艺术家如地下絲絨、平克·佛洛伊德、弗蘭克·扎帕、白色噪音、軟機器樂團和居民樂隊等开始吸纳瓦雷兹、拉蒙特·揚、凱吉等的实验音乐、极简音乐，以及添加新的拓展技术，如声频反馈、大量使用及多种组合跺脚箱（stomp boxes）及其它电音效果。1970年代，居民樂隊成为一个特殊的音乐群体，它以电影、漫画书和表演艺术多种形式为载体，融合了如流行乐、电子音乐、实验音乐等各式流派。
其他涉足实验音乐领域的流行音乐家有比弗爾特上尉、弗朗科·巴迪亞多、布萊恩·伊諾、約翰·佐恩、派瑞·尤布樂團、浮士德樂團、罐头乐队、羅伯特·瓦耶特、DNA樂團、羅伯特·弗瑞普、迪安曼達·加拉斯、伏爾泰酒館樂團、博伊德·賴斯等。Throbbing Gristle用录好声音的一小段磁带作为「原材料」尝试了电子噪音和移花接木技术（cut-up techniques）。Fred Frith和Keith Rowe在集中于特调吉他（prepared guitar）的研究。在1970年代，Chris Cuter开始在电子鼓上添加各种可能的声响和电子效果。自命名处女作专辑This Heat录制于1976年2月和1978年9月之间，专辑中的音乐包含各种磁带处理花样及绕环的大量使用与传统音乐技巧的结合，具有稠密、怪诞的电子音樂。
瑞斯·崔瑟和葛林·布蘭卡在1970年代晚期创作了多首多吉他乐曲。崔瑟一度与Lamonte Young合作并将实验音乐的理念与朋克摇滚融合制作出他的专辑《Guitar Trio》。Lydia Lunch将朋克摇滚与口语词结合，而Mars则在吉他滑音演奏上有所创新。Arto Lindsay无视一切传统音乐理论实践，创作出一种另类的无调演奏技巧。同样以无调为特点的「无波」知名艺术家还有DNA樂團和James Chance。Chance后来转入自由即兴。「无波运动（No Wave movement）」与「越界音乐（transgressive art）」有密切联系，且正如激浪派一样，与其说是音乐，更接近表演艺术。另一种观点则认为无波运动是1970年代朋克音乐的一个前卫分支，是属于实验摇滚的流派。

### 1980－2000
创办于1983年的忒勒斯录音盒系列杂志（Tellus Autio Cassette Magazine）发行了有关「实验音乐——从过去到现在」的杂质，并附有盒式磁带。音速青年成员Lee Ranaldo和Thurston Moore通过在琴弦与琴颈之间夹上螺丝刀的方法使用了大量电子吉他中调音与3rd bridge技法。1970年代，德国的kuartrock摇滚运动下，许多德国音乐家开始尝试别样的乐曲结构与乐器创作。其中，Einstürzende Neubauten就用金属废片和装配工具做出了他们自己的乐器。
Aphex Twin，Jim O'Rourke和其它音乐人尝试改動电吉他电路来创作音乐，与之相近的一种音乐流派叫EAI。Merzbow是EAI流派最有名的音乐家。他将一排收音机交错摆开以接收不同的FM和AM频率信号，以这种衍生出来的声音信号创造了新的实验音乐。
还有一些知名艺术家，如Björk和Beck等，则将他们的独奏曲与其他形式音乐广泛搭接，为前卫音乐与实验音乐的普及提供了良好的平台。

### 2000至今
Neptune乐队通过自主设计的乐器，如一把微分音13-TET吉他，创造出了许多新的声音，并发行了他们的第四与第五张CD专辑，其中第一个收录在《Table of the Elements' Radium imprint》上。
Micachu还自己制作了其它乐器，但她不愿形容自己的作品为「流行音乐……或实验流行乐」。由此Kommissar Hjuler和Mama Baer提出了「玩乐器」但不「演奏乐器」的概念。

## 理念
不确定性音乐（Indeterminate music）与凱吉定义的「偶然音乐（chance music）」頗相似，用来描述作曲家在创作时得到的音乐元素充满了偶然性或不确定性的一类乐曲或表演，为美国、英国以及其他受过凱吉式美学影响的国家的实验音乐作曲家、实验艺术表演家和有关学者所用。这个概念容易与机缘音乐（aleatoric music）混淆。机缘音乐这个概念由Werner Meyer-Eppler而起。Boulez和其他欧洲前卫作曲家用此指代一种比较狭隘的不确定性音乐形式，又称为「控制偶然性（controlled chance）」。但由于此概念已广遭误解，故「不确定性音乐（indeterminacy）」和「机缘音乐（aleatoric music）」常常通用、互换。
与前卫音乐（avant-garde music）相重叠的概念——很多概念并不严格对应实验音乐，但常常为实验音乐家所用，甚至在实验音乐出现之前就已经在使用了，例如：
- 延伸技巧（Extended techniques）：与传统表演技巧有所革新（通常是有很大革新）的乐器或人声表演技巧
- 图像记谱：以图表或绘画，而非传统的五线谱、谱号、音符等形式的记谱法

## 常用元素
几个常用的技巧包括：
- 延伸技巧（Extended techniques）：各种独一无二、创新、可能被视为「不适宜」的乐器和人声演奏技巧。
  - 特调（prepared）乐器——在音调、发声方式或特点等方面经过调整的常规乐器。比如，可以在吉他的弦上的某一定点附上重物，从而改变其演奏时谐波特性（音乐家Keith Rowe就曾做过这种特调吉他的实验音乐）。凱吉的特调钢琴是最早期的特调乐器之一。另一种方法是不在弦上栓物，而是通过第三桥将弦一分为二，然后在其反面演奏，从而在接边（pick-up side）产生钟鸣回荡般的谐音效果。
  - 非常规演奏技巧——例如，一般人说「弹钢琴」指的是弹奏琴键，但通过直接「演奏」钢琴琴身内的琴弦同样可以获得美妙的音乐（这种钢琴演奏方法称为「string piano」，由亨利·考埃爾独创），而且这样「弹钢琴」可以同时敲下更多琴键获得「音簇（tone cluster）」的效果（另一个由Cowell普及的技巧）。又如，弹奏音符时将吉他的调音轴弦卷起来以获得调谐滑奏（tuner glissando）的效果。
  - 声乐技巧拓展——传统歌曲和流行歌曲中不常用的一些唱腔，如传统呻吟、咆哮、气泡音、泛音咏唱、撕裂唱腔、死亡咆哮或发出「嘀嗒」声等。相关的歌唱家有Cathy Berberian、Roy Hart、Meredith Monk、Michael Vetter和碧玉。盧西亞諾·貝里奧的女声《Sequenza III》（1965）。此外，Peter Maxwell Davies的《Eight Songs for a Mad King》（1969）里运用了大量的声乐拓展技巧。
- 各种非经典西式风格的乐器、调音、节奏和音阶的融合
- 万物皆可为乐音，如将垃圾桶、电话铃、甚至摔门声融入创作
- 有意摆脱常规音乐中音高、音长、量感等的限制
- 非常规图表或文字记谱方式的使用，为演奏者留下大量自主诠释空间。使用这种记谱方式的艺术家与作曲家有拉蒙特·揚、George Brecht、George Crumb、Annea Lockwood、小野洋子和克里斯多福·潘德列茨基等。
- 发明新式实验乐器，完善作品的音色并探索各种演奏技巧可能性。在此方面有贡献的艺术家有Harry Partch、路易吉·魯索洛、Bradford Reed、Iner Souster、海王星樂團（英语：Neptune (American band)）、Hans Reichel等。
- 创造性运用录音技术——如使用环形带tape phase式录制。
- 移除传统音乐会布置的可見障碍——将表演者分散在听众中，将听众置于舞台；设置一些环节来鼓励（或者强迫）听众参与音乐表演；极端个性行为（如焚烧钢琴、刀斧吉他、威吓听众、裸身表演等等）。

## 外部連結
- 中的“Experimental music”